# Redemption
Redemption är ett amerikanskt progressive metal-band bildat 2001. De turnerade under 2007 i USA som förband till Dream Theater.

## Medlemmar

### Nuvarande medlemmar
- Bernie Versailles – gitarr (2001– )
- Nick Van Dyk – gitarr, keyboard (2001– )
- Chris Quirarte – trummor (2002– )
- Sean Andrews – basgitarr (2006– )
- Tom Englund – sång (2017–)
- Vikram Shankar – keyboard (2018– )

### Tidigare medlemmar
- Jason Rullo – trummor (2001–2002)
- Corey Brown – sång (2001)
- Rick Mythiasin – sång (2001–2005)
- James Sherwood – basgitarr (2002–2006)
- Ray Alder – sång (2005– )
- Greg Hosharian – keyboard (2008–2010)

### Turnerande musiker
- Andy Paredes – keyboard
- Smiley Sean – keyboard
- Corey Brown − sång (2003–2005)
- Sean Entrikin – gitarr (2007)

## Diskografi

### Studioalbum
- 2003 – Redemption
- 2005 – The Fullness of Time
- 2007 – The Origins of Ruin
- 2009 – Snowfall on Judgment Day
- 2011 – This Mortal Coil
- 2016 – The Art of Loss
- 2018 – Long Night's Journey into Day

### Livealbum
- 2014 – Live from the Pit

### Övriga utgåvor
- 2009 – Frozen in the Moment: Live in Atlanta (video, DVD)
- 2015 – Discovering Redemption (3CD box)